# قانون منع التلوث لعام 1990
قانون منع التلوث لعام 1990 قانون في الولايات المتحدة، وضع سياسة وطنية لمنع التلوث أو تقليله في المصدر حيثما أمكن ذلك. كما قامت بتوسيع مخزون إطلاق المواد السامة. ركز قانون منع التلوث الصناعة والحكومة واهتمام الجمهور على تقليل كمية التلوث من خلال تغييرات فعالة من حيث التكلفة في الإنتاج والتشغيل واستخدام المواد الخام. غالبًا ما لا تتحقق فرص تقليل المصدر بسبب اللوائح الحالية والموارد الصناعية المطلوبة للامتثال والتركيز على المعالجة والتخلص.
بعض الجهود التي تبذلها وكالة حماية البيئة لبناء ممارسات وقائية تشمل التصاريح واللوائح والمساعدة الفنية والإنفاذ. كما تشجع الوكالة الشركات على تقليل التلوث من المصدر. تبذل الوكالة أيضًا جهودًا لربط منع التلوث بالمعلومات العامة حول المواد الكيميائية.